# 屈氏紋胸鮡
屈氏紋胸鮡，為輻鰭魚綱鯰形目鮡科的其中一種，為熱帶淡水魚類，被IUCN列為易危堡育類動物，分布於亞洲印度西高止山克里希納河流域，體長可達14公分，棲息在山區急流底層水域，生活習性不明。

## 扩展阅读
維基物種上的相關：屈氏紋胸鮡